# Hold-up (film, 1974)
Pour les articles homonymes, voir Hold-up (homonymie).
Pour plus de détails, voir Fiche technique et Distribution.
Hold-up (Hold-Up, instantánea de una corrupción) est un poliziottesco franco-italo-espagnol réalisé par Germán Lorente et sorti en 1974.

## Synopsis
Robert Cunningham, un ancien flic qui a perdu la mémoire lors d'une enquête sur un braquage, vit avec sa femme Judith à San Remo. Judith est traquée par Steve, le seul bandit qui a survécu au braquage, et convaincu que Robert sait où se trouve le butin du braquage.

## Fiche technique
- Titre français : Hold-up[1]
- Titre italien : Hold-Up, istantanea di una rapina[2]
- Titre original espagnol : Hold-Up, instantánea de una corrupción[3] (titre de travail : Atraco en la Costa Azul)
- Réalisateur : Germán Lorente
- Scénario : Adriano Asti, Miguel De Echarri, Germán Lorente
- Photographie : Mario Capriotti
- Montage : Carlo Reali
- Musique : Franco Micalizzi
- Décors : Santiago Ontañón
- Costumes : Augusta Morelli
- Cascades : Rémy Julienne
- Production : Miguel de Echarri, Rodolfo Sabbatini, Edmondo Amati, Maurizio Amati, Joël Lifschutz
- Société de production : Midega Film (Madrid), Flaminia Produzioni Cinematografiche (Rome), Paris Inter Productions (Paris)
- Pays de production :  Espagne -  Italie -  France
- Langues originales : espagnol
- Format : couleur par Technicolor - 2,35:1 - Son mono - 35 mm
- Durée : 90 minutes
- Genre : poliziottesco
- Dates de sortie :
  - Italie : 2 août 1974
  - France : 5 octobre 1977[1]
  - Espagne : 30 novembre 1978

## Distribution
- Frederick Stafford : Robert Cunningham
- Nathalie Delon : Judy
- Marcel Bozzuffi : Steve Duggins
- Alberto de Mendoza : Ashley
- Enrico Maria Salerno : Mark Gavin
- Calisto Calisti (it) : l'agent de police
- Manuel de Blas : le nervi

## Production
Le scénario est inspiré d'un fait réel survenu en 1972 : des voleurs ont dévalisé une banque suisse d'une importante somme d'argent destinée à la paie des troupes américaines au Viêt Nam ; trois agents du FBI ont péri dans la fusillade avec les voleurs.
Le film a été tourné à Rome, San Remo, Cannes, Madrid et Malaga,.
Les scènes de cascades ont été réalisées par Rémy Julienne et son équipe.